# بوته گیلاس شرقی
بوته گیلاس شرقی (نام علمی: Prunus japonica) گیاهی است از سرده 	پرونوس و تیره گلسرخیان. این 	گیاه به صورت بوته می‌باشد و جزء درختان زینتی فضای باز محسوب می‌شود که میوه‌های آن خوردنی می‌باشند. این گیاه بومی چین می‌باشد و از مرکز چین تا شبه جزیره کره گسترده شده است. این گیاه در دمای بین -۳ درجه تا ۲۱ درجه می‌تواند رشد کند و ترجیحاً در جای آفتابی باید باشد. خاک مناسب برای رشد این گیاه خاک شنی، لومی می‌باشد که خوب زهکشی شده باشد و مرطوب باشد و در خاک آهکی رشد بهتری خواهد داشت.